# Sostanza dissociativa

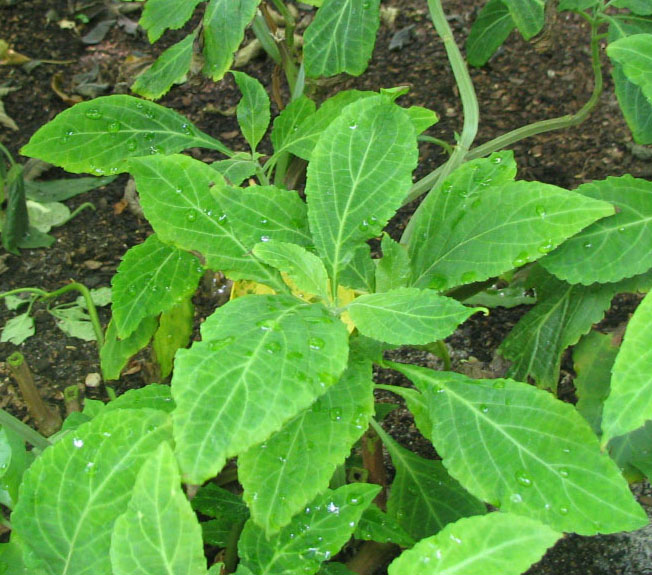
Esemplare di Salvia Divinorum.

Per sostanza dissociativa, o semplicemente "dissociativo", si intende un particolare tipo di allucinogeno che provoca temporaneamente una serie di effetti a livello del sistema nervoso centrale che inducono uno stato mentale in parte riconducibile al fenomeno psicologico della dissociazione.
Anche se molti altri tipi di sostanze sono in grado di fare ciò, questi composti psicoattivi sono unici nel senso che producono effetti allucinogeni, che possono includere modificazioni delle percezioni sensoriali, stati simili a meditazione, sogno, trance, deprivazione sensoriale, near-death-experience ed estasi.

## Effetti

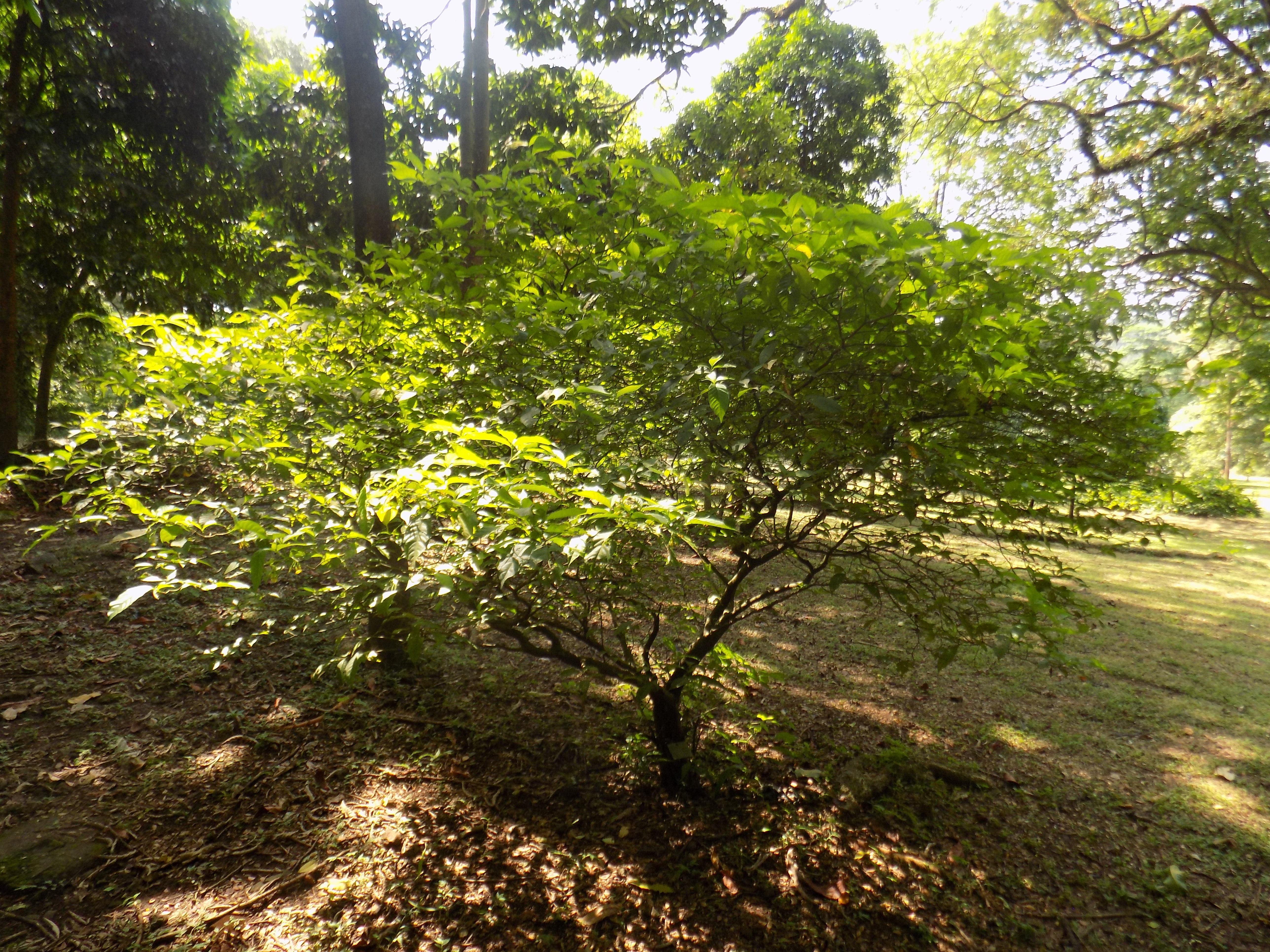
Arbusto di Tabernanthe Iboga.

La maggior parte dei dissociativi produce effetti depressivi sul sistema nervoso centrale, come anestesia e sedazione: per queste caratteristiche alcuni di questi composti trovano impiego in campo medico.
L'effetto dissociativo avviene tramite la riduzione o il blocco di alcuni dei segnali di aree del cervello che solitamente arrivano alla mente cosciente.
- Fisici: percezione di leggerezza corporea, analgesia, sensazioni di piacere corporeo, riduzione del controllo motorio, distacco dal corpo, disconnessione tattile
- Dissociativi: ipoestesia, sensazioni di distacco da sé stessi e/o dall'ambiente circostante
- Visivi: discromatopia, sdoppiamenti, visione sfocata, achinetopsia, agnosia
- Uditivi: maggior apprezzamento della musica, suoni distorti, distanti, ovattati, ridotti di intensità
- Distorsivi: distorsione prospettica (grandezze e distanze degli oggetti), micropsia, macropsia, teleopsia, pelopsia, alloestesia
- Cognitivi: déjà vu, introspezione, depersonalizzazione, derealizzazione, amnesia, intuizione, loop dei pensieri, maggior vividezza dei sogni nella successiva fase di sonno

## Principali sostanze dissociative
- Gas esilarante (N2O)
- Destrometorfano (DXM)
- Fenciclidina (PCP)
- Ketamina
- Ibogaina
- Salvinorina A